# 三ツ合橋
三ツ合橋（みつあいばし）は、徳島県徳島市を流れる新町川と助任川に架かる橋。橋上に交差点を持ち、橋のたもとが3つある全国的にも珍しい橋である。

## 概要
長さは南田宮2丁目 - 交点 - 中前川町5丁目が81.64m、出来島本町2丁目 - 交点 - 中前川町5丁目が81.64m、出来島本町2丁目から交点までが36mで合わせて117.64m、幅は10.3mから11.8m。市道が通る。JR徳島駅や佐古駅に近い為、交通量は非常に多い。
「美しい日本の歩きたくなるみち500選」に『眉山とひょうたん島巡りのみち』が選定され、その中に三ツ合橋も含まれた。
ひょうたん島を一周する「ひょうたん島一周遊覧船」が橋の下を通過する。

## 歴史
かつての賃取橋、鈴江橋で、橋名の由来は、3地点を3つの橋が結び、しかも3つの橋が橋央で統合されていることによる。徳島藩政期には田宮渡が存在した。
1933年（昭和8年）に新町川と助任川がT字に合流する地点に架設され、その後、1975年（昭和50年）に都市計画街路事業の一環として事業費用約4億円をかけ架け替えが行われた。近年では2008年（平成20年）に手すりの老朽化により交換が行われた。

## 隣の橋梁
新町川
（上流） - 吉野橋 - 三ツ合橋 - 佐古大橋 - （下流）
助任川
（上流） - 三ツ合橋 - 前川橋 - 西の丸橋 - （下流）